# Saint-Genis-l'Argentière
Saint-Genis-l'Argentière is een gemeente in het Franse departement Rhône (regio Auvergne-Rhône-Alpes). De plaats maakt deel uit van het arrondissement Lyon. Saint-Genis-l'Argentière telde op 1 januari 2022 986 inwoners.

## Geografie
De oppervlakte van Saint-Genis-l'Argentière bedroeg op 1 januari 2022 10,65 vierkante kilometer; de bevolkingsdichtheid was toen 92,6 inwoners per km².

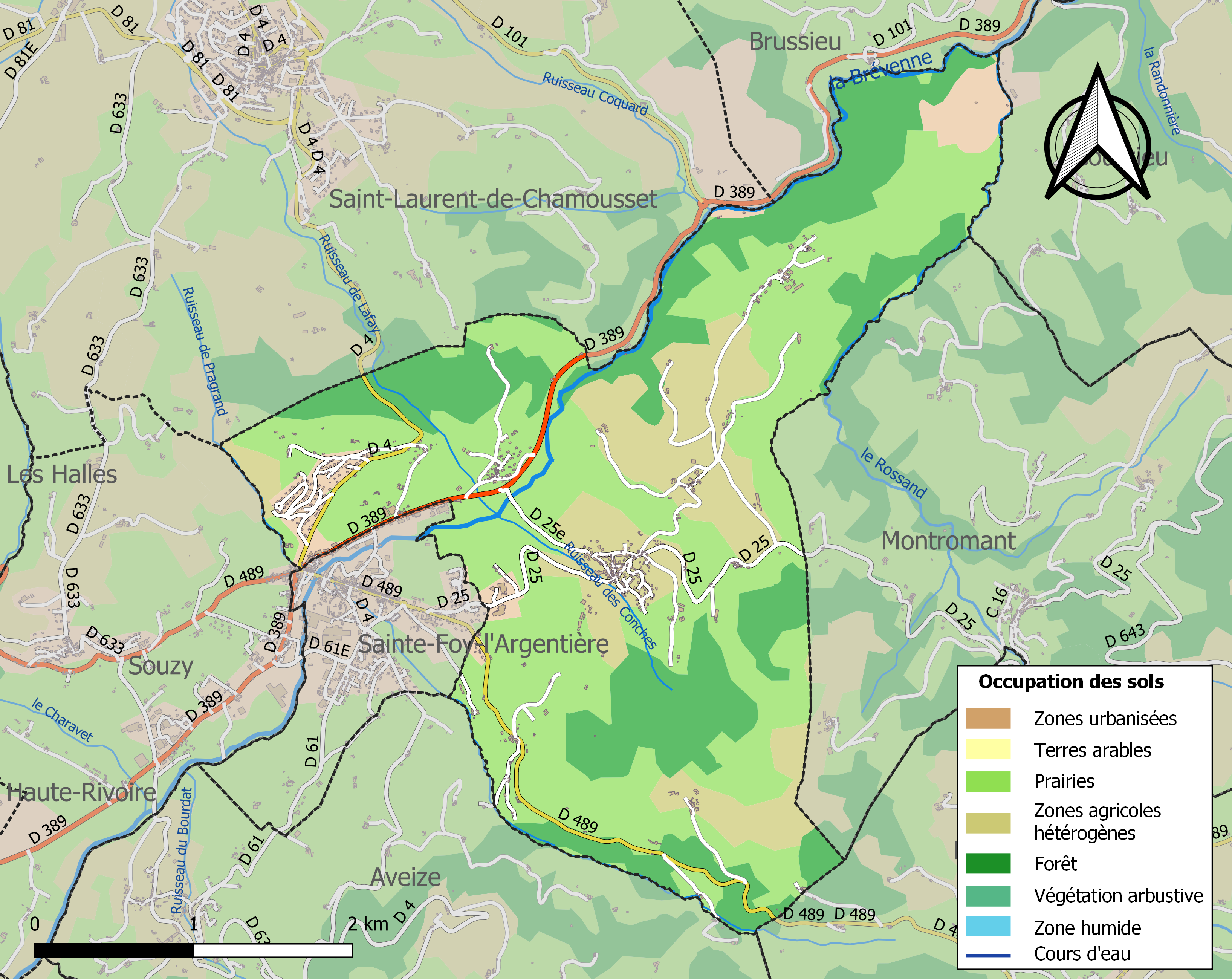
Kaart van de gemeente met de belangrijkste infrastructuur, bodemgebruik en omliggende gemeenten

## Demografie
Onderstaande figuur toont het verloop van het inwonertal (bron: INSEE-tellingen).